# 密毛酸模叶蓼
密毛酸模叶蓼（学名：Polygonum lapathifolium var. lanatum）为蓼科蓼属下的一个变种。

## 扩展阅读
- 維基物種上的相關：密毛酸模叶蓼